# マジメになったら涙が出るぜ/青い天国
「マジメになったら涙が出るぜ/青い天国」（マジメになったらなみだがでるぜ/あおいてんごく）は、OKAMOTO'Sの2枚目のシングル。
2012年7月18日にAriola Japan（Sony Music Entertainment）から発売された。

## 概要
バンド初の両A面シングル。
「青い天国」は、TBS系ドラマ『白戸修の事件簿』主題歌であり、作詞はBase Ball Bearのボーカル小出祐介との共作。

## 収録曲
(全作曲:OKAMOTO'S)
1. マジメになったら涙が出るぜ [4:04]
(作詞:いしわたり淳治・OKAMOTO'S / 編曲:OKAMOTO'S・大久保友裕)
2. 青い天国 [3:15]
(作詞:OKAMOTO'S・小出祐介 / 編曲:OKAMOTO'S)
3. ミスターファンタジスタ [4:00]
(作詞:OKAMOTO'S / 編曲:OKAMOTO'S・大久保友裕)